# Hohenrodter Bund
Der Hohenrodter Bund (1923–1930), benannt nach dem Tagungsort Hohenrodt im Schwarzwald, war eine Gruppe von Persönlichkeiten, die zum großen Teil in der Volksbildung tätig waren und sich zur „freien Volksbildung“ der Neuen Richtung zugehörig fühlten. Als ein Charakteristikum kann angegeben werden, dass eine Teilnahme an den jährlich stattfindenden Gesprächen nur auf Einladung erfolgen konnte. Zur Kennzeichnung der Bedeutung der Tagungen wird eine Aussage von Franz Pöggeler (1958) ausgewählt:

„Der Name Hohenrodt hat für Kenner der neueren Bildungsgeschichte eine fast magische Anziehungskraft aus mancherlei Gründen: In kaum einem Jahrzehnt hat nach 1923 eine relativ kleine Gruppe begabter Theoretiker und Praktiker eine Literatur hervorgebracht, die alles vorher Dagewesene weithin überholt erscheinen ließ; zugleich gewann dieser kleine Hohenrodter Kreis, von dem kein Außenstehender recht wußte, wer nun eigentlich präzise zu ihm gehörte, die maßgebende Initiative in der deutschen Bildungspolitik; […] Geblieben sind bis heute […] viel Hochachtung und andererseits viel Neid und Mißtrauen" (S. 134).“

Hermann Herrigel begleitete den Hohenrodter Bund von seiner Entstehung 1923 bis zu seinem Ende 1930 mit jährlichen Artikeln in der Frankfurter Zeitung. Diese Berichte „stellten fast die einzige Quelle dar, aus der die Interessierten etwas über den Bund erfahren konnten“.

## Vorgeschichte
Zur Vorgeschichte der Entstehung des Hohenrodter Bundes gehört das Scheitern des „Ausschusses der deutschen Volksbildungsvereinigungen“ und dessen Auflösung am 1. April 1923. Wegen „weltanschaulicher Gegensätze“ und einer „Überorganisation“ war eine Zusammenarbeit unmöglich geworden.
„Mit der Auflösung des A. d. d. V. zu Beginn des Jahres 1923 hatte das deutsche Volksbildungswesen seine einzige zentrale Organisation verloren“. Um dennoch eine Aussprache der in der Volksbildung Tätigen zu ermöglichen, lud auf Initiative von Theodor Bäuerle der Verein zur Förderung der Volksbildung in Württemberg in ein Erholungsheim in Hohenrodt ein. Der Tagungsplan wurde vom preußischen Ministerium für Volksbildung übernommen, da dieses schon eine ähnliche Veranstaltung geplant hatte.
Ein wesentliches Thema sollte eine Aussprache über den Richtungsstreit zwischen „Berliner“ (Werner Picht) und „Thüringer Richtung“ (Wilhelm Flitner, Reinhard Buchwald) sein. Picht strebte im Gegensatz zu den Thüringern die Förderung einer ausgewählten Elite an.

## Die Tagungen
Im „Hochschulblatt“ der Frankfurter Zeitung vom 12. Juli 1923 erschien ein Artikel von H. Herrigel über den „Stand der Volksbildungsfrage“, der einen Bericht über die erste Hohenrodter Woche enthält.
Zunächst bemängelt Herrigel das fehlende Engagement der „Geistigen“ (namentlich erwähnt wird Gerhart Hauptmann) für die Volksbildung in Deutschland: „Es ist zu beklagen, daß das sogenannte geistige Deutschland den Fragen der Volksbildung völlig unbeteiligt gegenübersteht.“
Dieses fehlende Interesse sieht Herrigel als eine Ursache für die „Unzulänglichkeit“ des Erreichten an und dafür, „daß die Volksbildungsarbeit noch ganz in den Anfängen steckt.“ Gefordert sei „vor allem eine ernsthafte Kritik.“

## Teilnehmer
Am 3. April 1929 starb Robert von Erdberg. Sein Tod wurde von vielen als ein tiefer Einschnitt in der Arbeit der Volksbildungsbewegung gesehen. Herrigel erinnerte an die Bedeutung Erdbergs in seinem Artikel über die 7. Hohenrodter Tagung. „Das Thema der diesjährigen Tagung: Die Alten und die Jungen, war einmal notwendig, aber es erwies sich fast von Anfang an in diesem Kreis als gegenstandslos.“
Wer zu den „Alten“ und wer zu den „Jungen“ gehört hatte nicht unbedingt etwas mit dem Alter zu tun, das berichtet auch Herrigel. Fritz Laack (1984, 252) nimmt folgende Einteilung vor: „Deutlich ließen sich zu dieser Zeit drei Gruppierungen innerhalb des Bundes voneinander abgrenzen: Die seit den Anfängen Beteiligten, … war die eine.“ Zu ihnen gehörten Theodor Bäuerle, Robert von Erdberg, Anton Heinen, Wolfgang Pfleiderer als der „innere Führungskreis“ und Otto Wilhelm, Paul Kaestner, Anton Lampa, Otto Stählin, Heinz Marr, Walter Hofmann. In ihren Händen hatte bis dahin die Führung gelegen. Sie trat nach dem Tode Erdbergs als Gruppe ganz zurück."
Die zweite Gruppe, „von der der eine oder andere auch schon von Anfang an dabei war, die 35- bis 45-Jährigen (…) gehörten zur Kriegsgeneration, waren zumeist nach 1919 in die Volksbildung gekommen und eindeutig bestimmt durch ihre aktiv-demokratische Haltung“ (252; Was Laack unter „aktiv-demokratisch“ versteht, wird nicht erläutert). Hier wird besonders die Person Wilhelm Flitners herausgestellt. Daneben gehörten zu ihr: Eugen Rosenstock, Franz Angermann, Alfred Mann, Fritz Klatt, Erich Weniger, Emil Blum, Mennicke, Paul Hermberg, Hermann Herrigel, Fritz Kaphahn, Franz Schürholz, Bernhard Merten, Ernst Michel, Rudolf Reuter, Leo Weismantel und Axel Henningsen (Vater von Jürgen H.). Innerhalb dieser Gruppe werden Reinhard Buchwald, Franz Mockrauer, Eduard Weitsch als „skeptisch Prüfende“ hervorgehoben.
Über die dritte Gruppe, also die „Jungen“, sagt Laack:
„Für sie war Volksbildung der erwählte Beruf, die Weimarer Republik die nach der Verfassung auszubauende parlamentarisch-demokratische Lebensform für Staat und Volk. … (ihr) Ziel war die werdende Gemeinschaft des Volkes. Sie waren … sozialkritisch, weniger 'kulturkritisch' in ihrer Ideologie, aber fast ausnahmslos kritische Glaubenschristen“ (252).
Zu dieser Gruppierung gehörten u. a. Heinrich Becker, Oskar Hammelsbeck, Hans Hofmann und Laack selbst.

## Die Deutsche Schule
Um der historischen Leistung des Hohenrodter Bundes gerecht zu werden, muss man auf seine Bemühungen zur Professionalisierung der Erwachsenenbildung hinweisen.
Seit 1925 reifte in Hohenrodt der Plan eine Schule zur Ausbildung der Volksbildner zu gründen: Die Deutsche Schule für Volksforschung und Erwachsenenbildung. Als Geschäftsführer wurde 1927 Fritz Laack eingesetzt.
Die Arbeit der Deutschen Schule wurde zunächst in Form einer „Akademie“ auf der Comburg begonnen (14. März – 9. April 1927) und nach diesem Vorbild mehrfach wiederholt.
Nach Vorüberlegungen und Planung von Flitner wurde sie von Bäuerle, v. Erdberg und Rosenstock geleitet. Die Lehrgänge waren die ersten zur Weiterbildung von Mitarbeitern der Erwachsenenbildung.

Die Forschungsbemühungen wurde im Wesentlichen schon 1929 mit dem Verweis auf Mangel an Geldmitteln und Mitarbeitern eingestellt.

Zu der geplanten empirischen Forschung kam es nicht, weil die „Volksgemeinschaftsideologie […] einen rational ausgerichteten Forschungsansatz“ verhinderte.
Herrigel beschreibt in der FZ vom 12. Oktober 1930 die Umorganisation der Deutschen Schule und des Trägervereins, da die Situation zu einer „gründlichen Bereinigung“ gezwungen hätte: Der „Verein Hohenrodter Bund E. V.“ hat sich umbenannt und heißt nun „Deutsche Schule für Volksforschung und Erwachsenenbildung E. V.“ Der Beitritt ist für „jeden Interessenten“ möglich. Die Funktion des Vereins ist die Trägerschaft der „Deutschen Schule“. Organe der Schule sind ein pädagogischer Rat und der „Verwaltungsausschuß“. Herrigel berichtet: „Nicht ganz die Hälfte der Mitglieder dieses Ausschusses […] wurde von der Mitgliederversammlung gewählt“. „Die Deutsche Schule ist damit unter Wahrung ihrer pädagogischen Autonomie […] der vollen Kontrolle der Öffentlichkeit unterstellt.“

## Das Ende
Der letzte Versuch vor dem Krieg ein Hohenrodter Treffen zu organisieren scheiterte 1932 an der zu geringen Zahl der Interessenten. Von 64 befragten Hohenrodtern sprachen sich nur 19 für ein Treffen aus.
Fritz Laack begründet das Ende aber durch eine „Zäsur durch die nationalsozialistische Herrschaft“, die „jede weitere Klärung des Verhältnisses von Politik und Volksbildung durch ein Verbot“ der „demokratischen Arbeit“ der Hohenrodter verhinderte (280).
Auch J. Henningsens Meinung über das Ende von Hohenrodt verweist auf den Nationalsozialismus als Ursache: „Der Hohenrodter Bund selbst, der ja keine organisatorisch feste Form hatte, konnte nicht verboten werden, aber er war natürlich lahmgelegt.“ Pöggeler schrieb 1958 in der erwähnten Besprechung von Henningsens Buch: „…, dass die innere Krise, an der der Hohenrodter Bund letztlich gescheitert ist, durch einen Widerspruch erzeugt wurde: … Die Deutsche Schule ist denn auch, wie sehr sie konsequent aus den Hohenrodter Intentionen hervorging, zu deren Verhängnis geworden. Aristokratisches und Demokratisches kamen sich hier ins Gehege, und es hat den Anschein, als habe der Hohenrodter Kreis diesen Gegensatz … nicht erkennen wollen.“ (135) Hervorzuheben ist, dass Herrigel schon seit 1923 immer wieder von „Auflösung“, „Abschluß“ oder Ende der Arbeit geschrieben hat. Aussagen darüber welche Wirkung dies hatte wären aber Spekulation.

## Bewertung
Herrigel schrieb 1930: „… es ist nicht zuviel gesagt, daß die Entwicklung der deutschen Volksbildungsarbeit in den letzten sieben Jahren wesentlich von Hohenrodt aus beeinflusst wurde“. Dieser Kreis, der sich als Vorbild und Vorwegnahme der Gesellschaftsordnung im Kleinen sah, ließ erst ab 1930 wenigstens bezüglich der „Deutschen Schule“ mehr Öffentlichkeit zu. Ein Teil der leitenden Personen wurde erst jetzt gewählt. Das „Urbild und Modell einer echten Volksgemeinschaft“, die „Zelle neuer Volksordnung“ (Pöggeler) hat sich über die Möglichkeiten politischer Bildung keine Gedanken gemacht. Bei Durchsicht der Tagungsthemen und Referate fällt auf, dass nicht ein einziges Mal „Demokratie“ auf dem Plan stand. Mit Blick auf den Pluralismus der Demokratie schreibt Franz Pöggeler 1958: „Würde sich eine Gemeinschaft in der Art und im Anspruch des Hohenrodter Bundes heute bilden, müßten wir das sogar für gefährlich halten“ (135).

## Ergänzende Literatur zur „Deutschen Schule“
- Flitner Wilhelm 1927: Plan einer Deutsche Schule für Volksforschung und Erwachsenenbildung
- Hohenrodter Bund 1927: Die Deutsche Schule für Volksforschung und Erwachsenenbildung. – Das erste Jahr. Als Manuskript gedruckt. Stuttgart: Silberburg
- Wolfgang Scheibe 2009: Die reformpädagogische Bewegung 1900–1932. Beltz
- Rudolf Tippelt, Aiga von Hippel (Hrsg.) 2010: Handbuch Erwachsenenbildung / Weiterbildung. VS Verlag